# Metepeira olmec
Metepeira olmec là một loài nhện trong họ Araneidae.
Loài này thuộc chi Metepeira. Metepeira olmec được miêu tả năm 2001 bởi Piel.